# Torre de Santa Ana (Las Palmas de Gran Canaria)
El cubelo o torre de Santa Ana estaba situado en la costa este de la ciudad de Las Palmas de Gran Canaria, Gran Canaria, (Canarias, España). Fue construida en 1554 por necesidades militares en lo que se conocía entonces como el Charco de los Abades. Debido a los ataques se reconstruyó dos veces en las dos décadas siguientes. Se concibió como el remate de la Muralla de Las Palmas por el norte de la ciudad. Actualmente no quedan restos del torreón.

## Otras fortificaciones de la ciudad
- Castillo de la Luz
- Castillo de Mata
- Castillo de San Cristóbal
- Castillo de San Francisco
- Muralla urbana de Las Palmas de Gran Canaria
- Fortaleza de Santa Catalina